# 武井群嗣
武井 群嗣（たけい ぐんじ、1889年〈明治22年〉9月17日 - 1965年〈昭和40年〉1月26日）は、群馬県出身の内務・厚生官僚、国会職員。官選山形・山口県知事、厚生次官。サッカー日本代表でもあり、大日本蹴球協会初代理事の一人。

## 経歴
群馬県利根郡利南村（現・沼田市沼須町）に、武井捨五郎の二男として生まれる。実家の酒造業が不振だったため高等小学校卒業後代用教員となった。群馬師範学校を経て、東京高等師範学校に入学。在学時は蹴球部に所属し、1916年3月に東京高師を卒業した。
1917年5月に開催された第3回極東選手権競技大会の日本代表に佐々木等や藤井春吉らと共に選出され、2試合に出場した（そのうちの1試合が、フィリピン代表に2-15で敗れた試合である）。
東京高師卒業後は愛媛師範学校と東京高等師範学校で助教として一年ずつ奉職。
1919年10月、高等試験行政科試験に合格。1920年、京都帝国大学法学部独法科を卒業。内務省に入省し衛生局属となる。
以後、神奈川県足柄上郡長、同高座郡長、青森県学務課長、視学官を歴任。1924年内務事務官としてアメリカ・イギリスを視察。
同年東京府庶務課長。さらに内務省土木局道路課長、同河川課長。
1936年10月、山形県知事に就任。1939年4月、山口県知事に転任。旱害・水害の対策、教育是の制定、山口県立女子専門学校の設立などに尽力。1941年8月、厚生省初代人口局長となる。同年11月、厚生次官に任じられ1944年4月まで在任し退官。戦災援護会理事長、済生会理事長に就任。戦後、公職追放となった。
1950年、参議院常任委員会専門員に就任。以後、全国防災協会副会長、同最高顧問を務めた。1931年から1959年までの間に3度社会福祉法人恩賜財団済生会理事長も務めている。
1956年には東京都品川区で弁護士を開業していた。
1965年1月26日、東京都品川区でパーキンソン病により死去した。

## 所属クラブ
- 群馬師範学校[要出典]
- 東京高等師範学校蹴球部

## 代表歴

### 出場大会
- 1917年：第3回極東選手権競技大会[5]

### 試合数
- 2試合 0得点(1917)

| 日本代表 | 国際Aマッチ | 国際Aマッチ | その他 | その他 | 期間通算 | 期間通算 |
| 年       | 出場        | 得点        | 出場   | 得点   | 出場     | 得点     |
| -------- | ----------- | ----------- | ------ | ------ | -------- | -------- |
| 1917     | 0           | 0           | 2      | 0      | 2        | 0        |
| 通算     | 0           | 0           | 2      | 0      | 2        | 0        |

## 著作
- 『土地収用法』武井群嗣、[出版年不詳]。
- 『海の彼方を』目黒書店、1926年。
- 『土木行政要義』〈第1編 (道路及道路交通)〉良書普及会、1928年。
- 『比較水法論』常磐書房、1936年。
- 『厚生省小史:私の在勤録から』厚生問題研究会、1952年。
- 田中好共著『土木行政』常磐書房、1935年。
- 安田正鷹共編『水に関する学説判例実例総覧』松山房、1931年。

## 栄典
- 1940年（昭和15年）8月15日 - 紀元二千六百年祝典記念章[13]